# The Miracle (álbum)
The Miracle é o décimo terceiro álbum de estúdio da banda britânica de rock Queen, lançado em 22 de maio de 1989, sendo produzido pelo próprio grupo em parceria com David Richards.
O álbum se destaca na discografia do Queen por ser o primeiro do conjunto após o diagnóstico de AIDS do vocalista Freddie Mercury, e pelas tensões que envolviam a vida pessoal do guitarrista Brian May. Após uma série de crises interpessoais entre os membros da banda, se reuniram em 1988 para gravar um novo disco e experimentar um novo método de composição, no qual previa um trabalho mais coletivo. Deste projeto, resultaram-se músicas como "I Want It All", "Breakthru" e outras que atraíram o gosto do público e fizeram o álbum alcançar o primeiro lugar nas paradas do Reino Unido.
Com críticas mistas da mídia especializada, The Miracle é tido por muitos como um dos pontos altos do Queen durante a década de 1980, mesclando o estilo característico do grupo em seus primeiros anos com as influências pop rock que introduziram nos últimos tempos. Os clipes gravados para as músicas do álbum também acompanham algumas das últimas performances de Freddie Mercury antes de sua saúde decair a níveis insustentáveis.

## Antecedentes

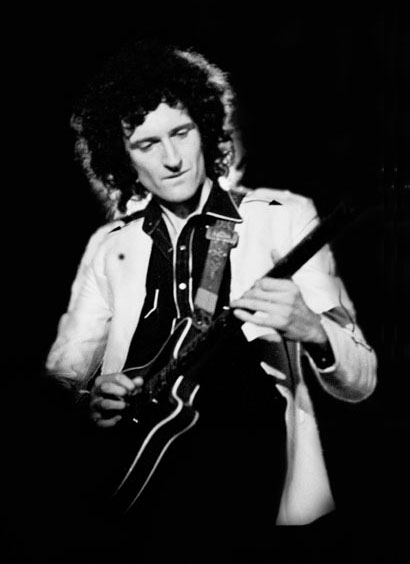
Brian May, durante a época, estava tendo crises recorrentes de depressão.

Em 1986, o Queen havia lançado o álbum A Kind of Magic e realizado uma turnê lucrativa, no entanto, o relacionamento entre os integrantes do quarteto era instável. As brigas e discussões internas se estendiam desde 1982, quando Hot Space e seu fracasso em termos comerciais e críticos passaram a ser parte da história do grupo. Entre a ascensão musical e a decadência pessoal, o Queen como um todo, segundo o guitarrista Brian May, vivia as consequências pelos exageros e excessos pelos quais o grupo se envolveu naqueles anos.

Como uma banda, nós estávamos sempre tentando chegar a um lugar que nunca tinha sido atingido antes e excesso é uma parte disso. Tudo era como uma fantasia para ver até onde se poderia chegar. E isso começou a ter um preço para nós. Estávamos todos fora de controle. Nós tínhamos ido a um lugar que era difícil de regressar.— Brian May
Durante esta época, cada integrante passou a trabalhar em algum projeto paralelo. O baterista Roger Taylor fundou sua própria banda, a The Cross. John Deacon, o baixista, chegou a lançar uma canção com o grupo The Immortals, intitulada "No Turning Back". Brian May, guitarrista, por sua vez tinha iniciado o Star Fleet Project, ainda em 1983. Freddie Mercury, vocalista e pianista, lançou seu primeiro álbum solo Mr. Bad Guy, com composições autorais, porém distinguindo-se do Queen por adotar um som pouco próximo do rock.
Em 1987, após testes de HIV nos quais Freddie fez nos anos anteriores, nos quais deram negativo, o cantor foi diagnosticado com o vírus na submissão de um novo exame. O artista, no entanto, manteve o assunto em segredo. Apenas pessoas próximas, como sua ex-noiva Mary Austin souberam da notícia, no início. Quando Freddie viu dois de seus amigos morrerem pela doença, o músico decidiu mudar o seu estilo de vida. Os demais integrantes do Queen também foram informados a respeito do ocorrido através de Mercury.
Pouco tempo após ter o diagnóstico de AIDS, e consciente de que, caso não fosse curado seu tempo de vida era curto, Freddie Mercury decidiu realizar o mais rápido possível um de seus sonhos, que, no qual era a gravação de um álbum com a cantora de ópera Montserrat Caballé. A artista aceitou o convite, e Barcelona começou a ser produzido ainda no início de 1987. John Deacon colaborou em "How Can I Go On" tocando baixo.

## Composição, gravação e estilo

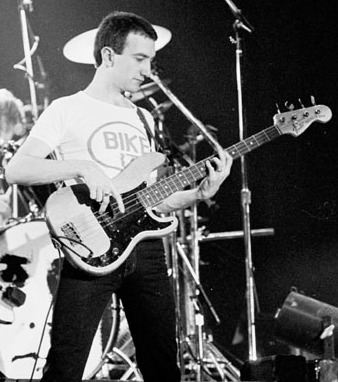
John Deacon, baixista da banda escreveu muitas canções para o álbum, maioria juntamente com Freddie Mercury.

Em janeiro de 1988, o Queen se reuniu para a gravação de um novo álbum, enquanto paralelamente Mercury trabalhava em Barcelona e Taylor com a banda The Cross. Diferentemente dos discos anteriores, nos quais as composições estavam cada vez mais individuais, as composições passaram a ser creditadas ao Queen como um todo, mesmo que, algumas delas não tenham sido um trabalho coletivo.
Freddie Mercury e John Deacon trabalharam juntos em três músicas. A faixa-título, "The Miracle" teve seus acordes escritos em conjunto por Deacon e Mercury, e é creditada como uma das canções mais complexas da banda em seus últimos anos. "My Baby Does Me" foi criada através de uma comum ideia entre os dois de uma canção simples. "Rain Must Fall", porém, se diferencia das anteriores por conter colaboração exclusiva de Deacon na letra e de Mercury no arranjo. A participação de Freddie Mercury nas composições se estenderam, principalmente na música "Was It All Worth It", escrita com participação praticamente exclusiva do cantor. O mesmo ocorreu com "Khashoggi's Ship", que é uma continuação de "Party", canção na qual abre o álbum. Esta última foi escrita por Freddie, juntamente com John Deacon e Brian May em uma jam session.
O baterista Roger Taylor escreveu sozinho "The Invisible Man", cogitada inicialmente para ser a faixa-título do álbum. Em "Breakthru", a maior parte da música veio de Roger. É uma junção com outra canção do grupo, "A New Life Is Born", de Freddie, na qual tornou-se a introdução da supracitada.
O guitarrista Brian May, que durante o processo de composição estava passando por problemas pessoais, principalmente de origens conjugais, desabafou em "Scandal" a respeito da imprensa britânica, o "isolamento" de Freddie Mercury após ser diagnosticado com o vírus da AIDS, o divórcio de May e o seu relacionamento com Anita Dobson. Nesta canção, Mercury gravou os vocais em apenas um take. Ainda, Dobson influenciou-no na composição de "I Want It All", canção que, posteriormente tornaria-se o maior sucesso do álbum. A participação de Brian nas composições em The Miracle foi substancialmente menor que nos demais álbuns do Queen. Em contrapartida, as colaborações de John Deacon se destacaram.
Ainda, para o álbum foram escritas várias canções nas quais foram lançadas como B-sides, ou ficaram apenas como versões demo inacabadas. "Stealin", por exemplo teve processo criativo similar à "Party", com uma jam, com colaborações advindas principalmente de Freddie. Ainda, "Hang On In There", exclusiva na versão em CD foi feita com a colaboração de todos os membros. O instrumental "Chinese Torture" foi feito exclusivamente por Brian May, enquanto "Hijack My Heart" é um trabalho de Roger Taylor. Integrante do álbum Made in Heaven de 1995, "My Life Has Been Saved" foi gravada nas sessões de The Miracle, e é, de todas as canções a única escrita exclusivamente por John Deacon.
A sonoridade do álbum é predominantemente hard rock, retomando, com maior força características na sonoridade do Queen que foram abandonadas a partir do álbum Hot Space como, principalmente, as multicamadas de guitarra de Brian May. David Richards, além de atuar como produtor musical tocou teclado em algumas músicas.

Para todos nós, o estúdio sempre foi uma grande fuga das inquietações e das preocupações da vida real, porque você precisa entrar e estar completamente imerso na música. Freddie era sempre uma alegria no estúdio. Sempre cheio de idéias. Isso continuou até o fim. Para ele, a música era como um bote salva-vidas. Então, essas últimas gravações não eram apenas tentativas. Muito pelo contrário.— Brian May sobre a participação de Freddie nos últimos dias da banda.

## Projeto gráfico
A capa de The Miracle, feita por Richard Gray através de uma ideia da banda foi produzida utilizando a tecnologia Quantel Paintbox, utilizando fotografias dos quatro integrantes metamorfoseadas, como forma de representar o coletivismo do grupo em detrimento do antigo individualismo na concepção de músicas. O verso, seguindo a ideia da capa frontal apresenta os olhos dos músicos, dispostos ao lado do outro. Derek Riggs, mais conhecido por ser o design de alguns projetos do Iron Maiden, afirma que o Queen possivelmente "roubou" a ideia para a capa de The Miracle a partir do single "The Clairvoyant". As fotos do álbum foram feitas por Simon Fowler.
Os singles do trabalho tiveram suas capas baseadas no projeto gráfico do álbum, exceto "Scandal", que utilizou-se do cenário da gravação do clipe de "The Invisible Man".

## Lançamento
The Miracle foi lançado em 22 de maio de 1989. Inicialmente, o álbum chamaria The Invisible Man, mas semanas antes do lançamento a banda decidiu mudar o título. Diferentemente do que o Queen fez com outros álbuns, não houve turnê de divulgação. A decisão veio, principalmente por Freddie Mercury, que não queria fazer turnês. Segundo Brian May, a doença de Mercury não era, em nenhum momento, tema de alguma conversa, e que a escolha do cantor foi respeitada sem maiores discussões. Os integrantes chegavam a mentir para os familiares afim de preservar e respeitar o silêncio do músico. Por outro lado, o disco estreava com êxito nas paradas de sucesso do Reino Unido, chegando ao primeiro lugar. No entanto, nos EUA, onde a banda não tinha o mesmo sucesso do início da década, o trabalho alcançou o vigésimo quarto lugar nas paradas.

Freddie não queria ser visto como um objeto de piedade e curiosidade. E ele não queria ver abutres circulando sobre sua cabeça. Nós pensamos em anunciar que ele tinha AIDS nos seus últimos dias de vida, quando já era tarde demais para incomodá-lo.— Roger Taylor sobre o silêncio de Freddie a respeito de sua doença.

### Divulgação

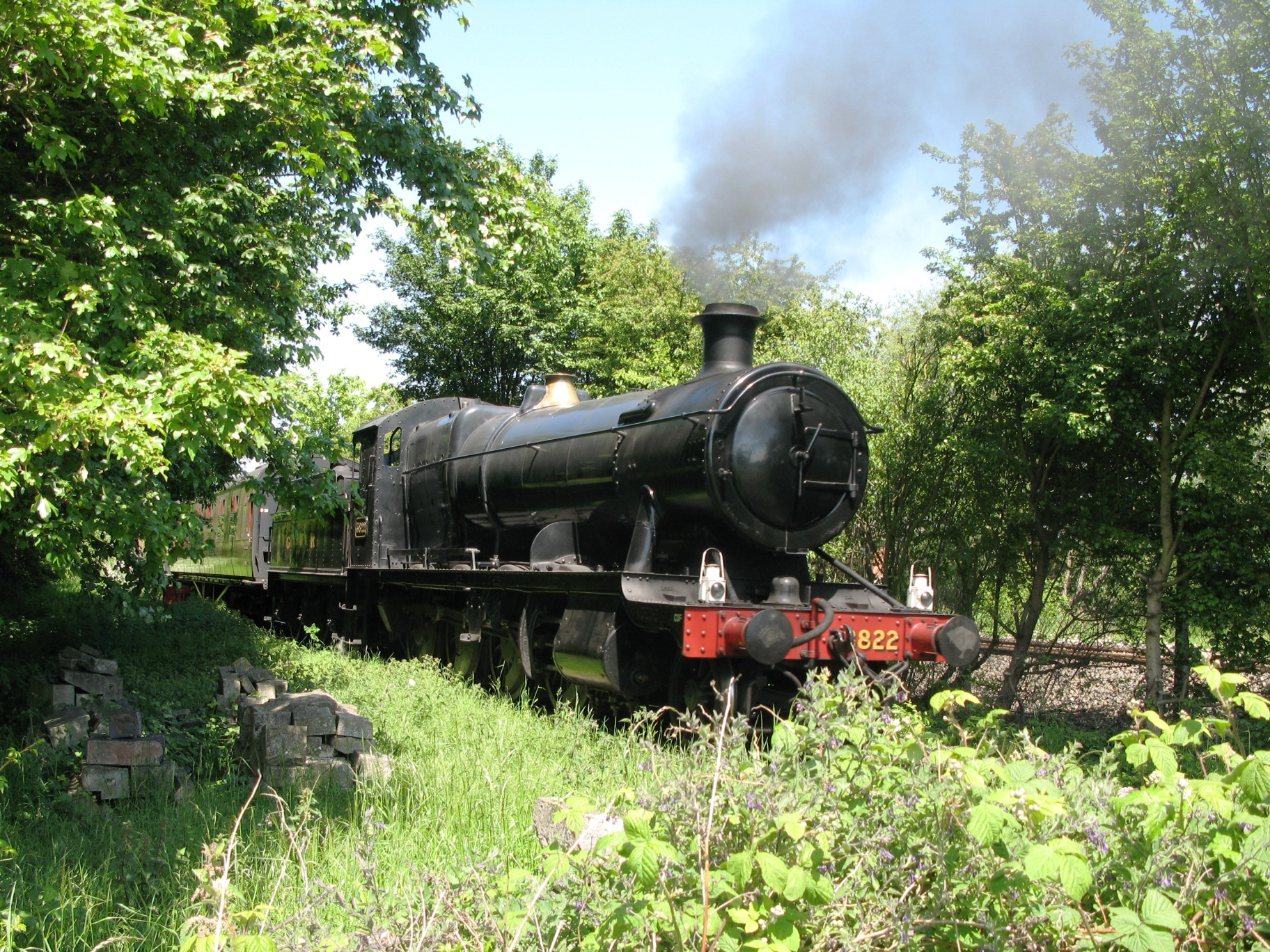
Demonstração de um trem, semelhantemente ao que foi utilizado na gravação do clipe de "Breakthru".

Para promover o álbum, cinco singles foram lançados durante todo o ano de 1989. O primeiro, de "I Want It All" foi distribuído vinte dias antes do lançamento do álbum, e alcançou o terceiro lugar na UK Singles Chart. Sua versão em clipe foi produzida por David Mallet, com filmagens num estúdio.
Os demais singles, "Breakthru", "The Invisible Man", "Scandal" e "The Miracle" tiveram clipes dirigidos por Rudi Dolezal e Hannes Rossacher. O mais caro foi o de "Breakthru", com imagens registradas na Nene Valley Railway, na Inglaterra. A banda performou em cima de um trem de modelo GWR 2884 Class. Além do custo de 300 mil com a gravação, em caso de acidentes, a banda tinha um seguro de vida no valor de dois milhões de libras. A então namorada de Roger Taylor, a atriz Debbie Leng participou das filmagens. Mais tarde, as gravações foram consideradas importantes para elevar a autoestima da banda como um todo, sobretudo devido às crises de depressão que Brian May estava tendo, e a saúde de Freddie Mercury, na qual começava a decair.
Na gravação do clipe de "The Miracle", a banda recrutou quatro atores mirins para representar os membros do Queen. Da mesma forma, um elenco foi formado para "The Invisible Man", que tem como enredo um jogo que tem como título o mesmo nome da canção. Ainda, "Scandal" trabalha com um palco projetado para se parecer um jornal. Dos demais, destaca-se pela aparente perda de peso de Freddie.

### Análise da crítica
| Críticas profissionais  | Críticas profissionais |
| Avaliações da crítica   | Avaliações da crítica  |
| Fonte                   | Avaliação              |
| ----------------------- | ---------------------- |
| Allmusic                | [ 15 ]                 |
| Rolling Stone           | [ 28 ]                 |
| Q Magazine              | [ 29 ]                 |
| The Times               | (mista)                |
| Sun-Sentinel            | (favorável)            |
| Newsday (Melville, NY)  | (favorável)            |
| The Dallas Morning News | (favorável)            |

The Miracle recebeu avaliações em maioria mistas da crítica especializada. O jornal Sun-Sentinel destacou as interpretações vocais de Freddie Mercury e o ecletismo da banda, sem deixar espaço para interpretações previsíveis. O Newsday, assim como o Sun-Sentinel elogiou o desempenho vocal de Mercury, definindo-o como sólido e estável, os riffs de Brian May como "flexíveis e chamativos".
Em contrapartida, a revista Rolling Stone foi mais incisiva nos aspectos negativos do álbum. Atribuindo dois pontos de cinco, a resenha afirmou que The Miracle não representa o retorno do Queen às suas origens, e que o excesso de sintetizadores apresentado desde Hot Space continua. No entanto, em meio à críticas ao papel limitado de Brian May nas canções, Freddie foi elogiado em sua performance vocal. "Pelo menos The Miracle oferece pequenos fragmentos da ex-majestade do Queen".
Análises mais recentes tendem a ser mais positivas a respeito do disco. O Allmusic definiu-o, depois de The Game como o melhor álbum do Queen durante a década de 80, recordando elementos do som da banda que remetem à fase de A Day at the Races.

## Faixas
Todas as faixas creditadas ao Queen. Abaixo estão listados os respectivos compositores.
| Lado A |                     |                                         |                                |         |  |
| N.º    | Título              | Compositor(es)                          | Vocais                         | Duração |  |
| 1.     | "Party"             | John Deacon, Brian May, Freddie Mercury | Freddie Mercury e Brian May    | 2:24    |  |
| 2.     | "Khashoggi's Ship"  | Queen                                   | Freddie Mercury                | 2:47    |  |
| 3.     | "The Miracle"       | Freddie Mercury e John Deacon           | Freddie Mercury                | 5:02    |  |
| 4.     | "I Want It All"     | Brian May                               | Freddie Mercury e Brian May    | 4:41    |  |
| 5.     | "The Invisible Man" | Roger Taylor                            | Freddie Mercury e Roger Taylor | 3:55    |  |

| Lado B |                       |                                |                 |         |  |
| N.º    | Título                | Compositor(es)                 | Vocais          | Duração |  |
| 1.     | "Breakthru"           | Roger Taylor e Freddie Mercury | Freddie Mercury | 4:07    |  |
| 2.     | "Rain Must Fall"      | John Deacon e Freddie Mercury  | Freddie Mercury | 4:20    |  |
| 3.     | "Scandal"             | Brian May                      | Freddie Mercury | 4:42    |  |
| 4.     | "My Baby Does Me"     | John Deacon e Freddie Mercury  | Freddie Mercury | 3:22    |  |
| 5.     | "Was It All Worth It" | Freddie Mercury                | Freddie Mercury | 5:45    |  |

| Faixas bônus (apenas na versão em CD) |                                  |                |                                |         |  |
| N.º                                   | Título                           | Compositor(es) | Vocais                         | Duração |  |
| 11.                                   | "Hang On in There"               | Queen          | Freddie Mercury                | 3:46    |  |
| 12.                                   | "Chinese Torture"                | Brian May      | Instrumental                   | 1:46    |  |
| 13.                                   | "The Invisible Man (versão 12")" | Roger Taylor   | Roger Taylor e Freddie Mercury | 5:29    |  |

| Faixas bônus (relançamento de 1991 da Hollywood Records) |                     |                |                 |         |  |
| N.º                                                      | Título              | Compositor(es) | Vocais          | Duração |  |
| 14.                                                      | "Scandal (12" Mix)" | Brian May      | Freddie Mercury | 6:34    |  |

| EP 2011 |                                                                                   |                 |         |  |
| N.º     | Título                                                                            | Compositor(es)  | Duração |  |
| 1.      | "I Want It All (versão single)"                                                   | Brian May       |         |  |
| 2.      | "The Invisible Man (versão demo com vocais-guia de Roger Taylor, agosto de 1988)" | Roger Taylor    |         |  |
| 3.      | "Hang On in There (lado B)"                                                       | Queen           |         |  |
| 4.      | "Hijack My Heart (lado B)"                                                        | Roger Taylor    |         |  |
| 5.      | "Stealin' (lado B)"                                                               | Freddie Mercury |         |  |
| 6.      | "Chinese Torture (instrumental)"                                                  | Brian May       |         |  |
| 7.      | "The Invisible Man (versão 12")"                                                  | Roger Taylor    |         |  |

| 2011 iTunes Deluxe Edition com vídeos bônus |                                         |         |  |
| N.º                                         | Título                                  | Duração |  |
| 1.                                          | "I Want It All (clipe, 1989)"           |         |  |
| 2.                                          | "The Making of "The Miracle" (1989)"    |         |  |
| 3.                                          | "The Making ofThe Miracle cover (1989)" |         |  |

## Desempenho nas paradas e certificações
| Paradas (1989)           | Melhor posição |
| ------------------------ | -------------- |
| Australian Albums Chart  | 4              |
| Austrian Albums Chart    | 1              |
| Canadian Albums Chart    | 18             |
| Dutch Albums Chart       | 1              |
| French Albums Chart      | 11             |
| German Albums Chart      | 1              |
| Italian Albums Chart     | 3              |
| Japanese Albums Chart    | 23             |
| New Zealand Albums Chart | 2              |
| Norwegian Albums Chart   | 2              |
| Swedish Albums Chart     | 6              |
| Swiss Albums Chart       | 1              |
| UK Albums Chart          | 1              |
| U.S. Billboard 200       | 24             |

| Chart (1989)          | Position |
| --------------------- | -------- |
| Austrian Albums Chart | 12       |
| Canadian Albums Chart | 66       |
| Italian Albums Chart  | 15       |
| Swiss Albums Chart    | 6        |
| UK Albums Chart       | 14       |

### Certificações
| País          | Certificadora     | Certificações | Vendas  |
| ------------- | ----------------- | ------------- | ------- |
| Alemanha      | BVMI              | Platina       | 500.000 |
| Áustria       | IFPI-A            | Ouro          | 25.000  |
| Espanha       | PROMUSICAE        | Platina       | 100.000 |
| Finlândia     | Musiikkituottajat | Ouro          | 43.130  |
| França        | SNEP              | Ouro          | 600.000 |
| Reino Unido   | BPI               | Platina       | 500.000 |
| Países Baixos | NVPI              | Platina       | 100.000 |
| Polónia       | ZPAV              | Platina       | 20.000  |
| Suíça         | IFPI Switzerland  | Platina       | 50.000  |

## Ficha técnica
Lista-se abaixo os profissionais envolvidos na produção de The Miracle.
- Freddie Mercury: vocais, piano e programação em "Party" e "Hang On In There"
- Brian May: guitarras, vocais, teclado em "Scandal" e "Was it All Worth It", programação em "I Want It All"
- Roger Taylor: bateria, bateria eletrônica em "Rain Must Fall", vocais, guitarra em "The Invisible Man", teclado em "The Invisible Man" e "Breakthru", programação em "Party", "I Want It All" e "Breakthru"
- John Deacon: baixo, guitarra em "Party", "The Invisible Man" e "Rain Must Fall", teclados em "My Baby Does Me" e "Rain Must Fall", programação em "Khashoggi's Ship"

Músicos convidados e outros
- David Richards - teclado em "I Want It All", "The Invisible Man" e "Breakthru", sampler em "Scandal", programação em "Rain Must Fall", "My Baby Does Me" e "Breakthru", produção musical e engenharia de áudio
- Assistentes de engenharia de áudio - Andrew Bradfield, John Brough, Angelique Cooper, Claude Frider, Andy Mason, Justin Shirley-Smith
- Masterização por Kevin Metcalf e Gordon Vickary
- Programação de computadores por Brian Zellis
- Capa por Richard Gray
- Fotografias por Simon Fowler